# Popești (Argeș)
Pour les articles homonymes, voir Popești.
Popești est une commune du județ d'Argeș en Roumanie.